# 各務原アウトドアフィールド
各務原アウトドアフィールド（かかみがはらアウトドアフィールド）は、岐阜県各務原市にある、国営木曽三川公園のひとつである。

## 概況
2005年（平成17年）3月19日に開園した。
三派川地区の木曽川の分流、北派川の河川敷にあり、かさだ広場の北にある。各務原アウトドアフィールドとかさだ広場の間には柵など境界は無く、事実上一体化した施設と言える。
園内は河川敷の森などを利用した自然が広がり、野外レクリエーションやスポーツを楽しむことが出来る。また、園内にはサイクリングロード、休憩所（竹の広場）が整備されている。

## 利用案内
園内には売店、自動販売機等は無い。
- 入園料：無料
- 駐車場はかさだ広場と共用

### 開園時間・休園日
「かさだ広場・各務原アウトドアフィールド」公式サイトにて確認のこと。

## その他
かさだ広場と各務原アウトドアフィールドはほぼ一体となっていることもあり、国営木曽三川公園のHPなどでは一緒に紹介されている。かさだ広場は芝生広場や遊具などで楽しむ公園、各務原アウトドアフィールドは自然を利用した野外レクリエーションやスポーツを楽しむ公園である。また、かさだ広場は各務原市川島笠田町内であるが、各務原アウトドアフィールドは各務原市川島笠田町、神置町、下中屋町に跨る。
各務原アウトドアフィールド内には2つの木橋（第1橋・第2橋）がある。これは自然共生研究センター実験河川用の貯水池に水を供給するために北派川（新境川）から取水した水路（新境川の一部の扱い）に架けられたものである。
2021年（令和3年）令和3年8月の大雨による木曽川本流が増水により、8月14日から翌日にかけて水が乗越堤から北派川にあふれた影響で、各務原アウトドアフィールド一帯が冠水。2021年（令和3年）8月15日から10月11日まで臨時閉園となった。

## 交通アクセス

### 公共交通機関
- 名鉄各務原線「各務原市役所前駅」より各務原市ふれあいバス川島線に乗車、「かさだ広場」バス停下車。
- 名鉄名古屋本線「笠松駅」より岐阜バス笠松川島線に乗車、「かさだ広場」バス停下車。
- 名鉄名古屋本線「笠松駅」より笠松町公共施設巡回町民バス「東米野」バス停より徒歩で約10分。

### 自動車
- 国道21号（岐大バイパス）三宅ICより南下、「米野西」交差点で岐阜県道178号を東進し、「米野東」交差点で岐阜県道93号を南下。
- 国道22号（名岐バイパス）「西島町5丁目」交差点から愛知県道150号を北上、渡橋から岐阜県道93号を北上。